# Bù Đốp
Bù Đốp là một huyện cũ nằm ở phía bắc tỉnh Bình Phước, Việt Nam.

## Địa lý
Huyện Bù Đốp nằm ở phía bắc tỉnh Bình Phước, có vị trí địa lý:
- Phía đông và phía nam giáp huyện Bù Gia Mập
- Phía tây giáp huyện Lộc Ninh và Campuchia
- Phía bắc giáp Campuchia.

Huyện Bù Đốp có địa hình chuyển tiếp, địa hình tương đối bằng phẳng ít dốc, độ cao dao động từ 90 – 150 m.

## Hành chính
Huyện Bù Đốp có 7 đơn vị hành chính cấp xã trực thuộc, bao gồm thị trấn Thanh Bình (huyện lỵ) và 6 xã Thanh Hoà, Phước Thiện, Tân Thành, Tân Tiến, Hưng Phước, Thiện Hưng.

## Lịch sử
Ngày 31 tháng 8 năm 1915, Thống đốc Nam Kỳ ban hành Nghị định thành lập quận Bù Đốp thuộc tỉnh Thủ Dầu Một.
Ngày 7 tháng 5 năm 1926, quận Bù Đốp bị sáp nhập vào quận Hớn Quản.
Nhưng ngày 3 tháng 5 năm 1928, lại được lập lại, bao gồm cả quận Tường An bị giải thể.
Năm 1938, quận Bù Đốp có 1 tổng Phước Lễ với 6 làng người dân tộc thiểu số và 1 làng người Kinh.
Từ năm 1956, quận Bù Đốp thuộc tỉnh Phước Long.
Năm 1961, quận Bù Đốp được đổi tên là quận Bố Đức với 5 tổng, 5 xã, 22 ấp. Quận lỵ đặt tại xã Phước Lục, tổng Phước Lễ.
Năm 1976, quận Bố Đức trở lại tên cũ là huyện Bù Đốp, thuộc tỉnh Sông Bé.
Ngày 11 tháng 3 năm 1977, huyện Bù Đốp sáp nhập với hai huyện Phước Bình và Bù Đăng thành huyện Phước Long thuộc tỉnh Sông Bé.
Ngày 9 tháng 2 năm 1978, Hội đồng Chính phủ ban hành Quyết định số 34-CP. Theo đó, chuyển 5 xã: Thiện Hưng, Hưng Phước, Tân Hòa, Tân Tiến và Bù Tam thuộc huyện Phước Long về huyện Lộc Ninh vừa tái lập.
Ngày 6 tháng 11 năm 1996, huyện Lộc Ninh thuộc tỉnh Bình Phước vừa được tái lập.
Ngày 20 tháng 2 năm 2003, Chính phủ ban hành Nghị định số 17/2003/NĐ-CP. Theo đó, tái lập huyện Bù Đốp trên cơ sở tách 5 xã: Hưng Phước, Tân Tiến, Tân Thành, Thanh Hòa và Thiện Hưng.
Sau khi tái lập, huyện Bù Đốp có 37.750,48 ha diện tích tự nhiên và 45.253 người, gồm 5 xã nói trên. Huyện lỵ đặt tại xã Thanh Hòa.
Ngày 16 tháng 5 năm 2005, Chính phủ ban hành Nghị định 60/2005/NĐ-CP. Theo đó:
- Thành lập xã Phước Thiện trên cơ sở 13.581,20 ha diện tích tự nhiên và 3.313 người của xã Hưng Phước
- Thành lập thị trấn Thanh Bình (thị trấn huyện lỵ huyện Bù Đốp) trên cơ sở 1.608,40 ha diện tích tự nhiên và 7.643 người của xã Thanh Hòa.

Huyện Bù Đốp có 1 thị trấn và 6 xã như hiện nay.